# Анна Марія ван Схюрман
Анна Марія ван Схюрман (нід. Anna Maria van Schurman; 5 листопада 1607, Кельн, Кельнське курфюрство, Священна Римська імперія — 4 травня 1678, Віюверт, Лордство Фризія, Голландська республіка) — голландська поліглотка, поетеса, магістриня теології, каліграфка та феміністка. Одна з найосвіченіших жінок XVII століття. Присвятила життя освіті та науковим і релігійним дослідженням, поставивши під сумнів роль жінки як домогосподарки.
Володіла щонайменше 12 мовами. Відома як поетеса, але також вправлялася в більшості видів мистецтва того періоду, включаючи офорт, каліграфію, пастель (першою з жінок у Нідерландах працювала в цій техніці). Єдина жінка, якій дозволили відвідувати лекції в Утрехтському університеті й, таким чином, перша серед жінок здобула освіту в тогочасній Європі.
Багато видатних постатей були її покровителями, присилали рідкісні книги й допомагали друкувати вірші та збірки. Нею відверто захоплювалися, присвячували вірші, приїжджали з інших держав, щоб побачити та поспілкуватися особисто. У різні часи, оцінюючи талант Анни Марії, її називали: «зіркою Утрехта», «голландською Мінервою», «десятою Музою», «Музою Утрехта», «дивом серед своєї статі», «незрівнянною Дівою», «оракулом Утрехта».
З часом розчарувалася в голландській реформатській церкві та покинула її. Під кінець життя приєдналася до релігійного руху Жана де Ладабі, що призвело до розриву відносин з багатьма друзями та науковою спільнотою. Через обітницю помираючому батькові не була у шлюбі та не мала дітей.

## Життєпис

### Походження та дитинство
Народилася 5 листопада 1607 року в Кельні в родині Фредеріка ван Схюрмана (нід. Frederik van Schurman) та Єви фон Гарфф (нім. Eva von Harff). Батько походив від заможної антверпенської родини, представники якої були змушені поспішно покинути місто після того, як до влади прийшов Фернандо Альварес де Толедо. Вони втратили все майно й тривалий час шукали притулку в різних містах, як то Гамбург чи Франкфурт, допоки не оселилися 1593 року в Кельні. Дідусь і бабуся Анни Марії по лінії матері були представниками знатного роду фон Гарфф (нім. Von Harff), які також втратили майно, рятуючись з міста Нойс, куди вдерлися війська де Толедо, до Кельна. У XVI столітті два архієпископи цього міста прийняли протестантство, але з часом один із них пішов у відставку після навернення, а інший, який був кальвіністом, спробував узагалі секуляризувати архієпископство. Ці події призвели до розгортання масштабного конфлікту, який отримав назву «Кельнська війна», яка зрештою закінчилася перемогою контрреформаційного руху, а Кельн став католицьким містом.
Через ці обставини батьки Анни Марії у 1602 році були змушені таємно одружитися (вони належали до контрремонстрантів). Анна Марія, як і троє її братів (Генрік Фредерік, Йоган Годсхалк та Віллем), була таємно охрещена в одній із реформаторських конгрегацій. Перші роки свого життя Анна Марія провела в сімейному будинку на вулиці Кроненберг (нім. De Cronenberg) в районі Краммер Бухель (нім. Krummer Buchel). З кожним днем представники некатолицьких конфесій зазнавали більших утисків, й у 1610 році родина ван Схюрман була вимушена покинути Кельн й оселитися в замку, який належав родині фон Гарфф, у поселенні Драйборн, а незабаром виїхала до Голландської республіки, де протестанти користувалися релігійною свободою. В епоху Відродження діти заможних родин здобували освіту вдома. Окрім батька, дітей навчали вчителі музики, читання, письма та арифметики. Анна Марія грала на клавесині та лютні, займалася співом. Релігійною освітою дітей займалися батьки дітей та інколи домашній персонал. Дослідники вважають, що в трирічному віці Анна Марія вже вміла читати Біблію та декламувати частини Гейдельберзького катехізису.
Вважається, що нетипові для тогочасної жінки риси характеру та тягу до навчання й пригод Анна Марія перейняла з розповідей про свого пращура по лінії матері, лицаря Арнольда фон Гарфф, який здійснив численні подорожі в місцевості, які відповідають сучасним Італії, Сирії, Єгипту, Аравії, Нубії, Палестині, Туреччині, Іспанії та Франції. Він залишив численні манускрипти та книги, які батько Анни Марії міг передати їй для ознайомлення. Разом з тим, перевага в родині ван Схюрман віддавалась релігійній освіті, й у 7 років Анну Марію віддали до французької школи, але вже за два місяці її забрали додому, що ймовірно було викликане потраплянням під поганий вплив. Пізніше у мемуарах Анна Марія також згадувала причиною «поганий вплив», але зазначала, що цілком не встигла його зазнати: «…так що я дуже мало зазнала поганого впливу, який міг справити враження на чистий розум маленької дитини через ігри, в які діти грають, або лайку, слова, які можуть використовувати діти (нід. zo dat ik door het speelen der kinderen en door de besmetting van quade woorden, die op de teedere geheugenis als op een wit geschaaft blad ligt een indruk geven, weinig ben bedorven)». Дівчина почала вивчати латинь в 11-річному віці в Утрехті й була знайома з «Книгою мучеників». На той час це був популярний жанр про релігійні гоніння як ранніх християн, так в Реформацію. На Анну Марію вплинули криваві описи страт мучеників та їх останні слова: «…моє серце охопило палке бажання бути кровавим свідченням тому [переслідуванням], так, що я щиро бажала навіть обміняти своє солодке життя на таку славну смерть (нід. mijn gemoed van zulken brandende begeerte tot het Bloetgetuigenis is overvallen, dat ik wel hertelijk gewenst heb zelfs mijn zoete leven met zulken heerlijken doot te verwisselen)».

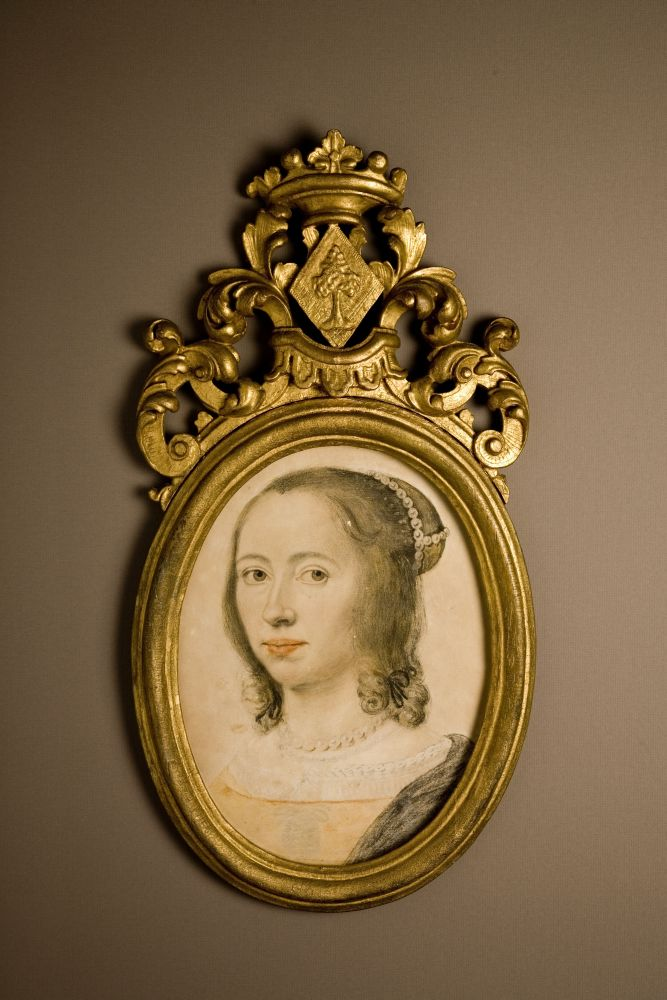
Автопортрет виконаний пастеллю

В Утрехті родина ван Схюрман приятелювала з фламандським художником-натюрмористом Амброзіусом Босгартом Старшим та його колегами Рулантом Саверейем, Балтазаром ван дер Астом та Кріспейном ван де Пассе Старшим (нід. Crispijn van de Passe). Останнього родина ван Схюрман досить добре знала, адже він був другом і одновірцем, який також був змушений втекти із Кельна від переслідування. Таким чином Анна Марія розпочала своє знайомство з мистецтвом у відносно молодому віці. Спочатку вона займалася вирізанням паперу, а згодом вишиванням та малюванням. У будинку родини ван Схюрман було багато картин, деякі з яких належали Лукасу Кранаху Старшому та Йорісу Хуфнагелю. Спочатку вона копіювала їх, допоки не перейшла до створення власних витворів мистецтва, особливо портретів у мініатюрному форматі. Анна Марія експериментувала з олією, гуашшю, олівцем, пастеллю, воском, самшитом, слоновою кісткою та голкою гравера. Дослідники вважають, що вона була першою художницею в Нідерландах, яка створювала портрети пастеллю. Попри це Анна Марія завжди ставилася до заняття мистецтвом лише як до дозвілля в перерві між більш важливими дослідженнями. Відсутність прагнення отримати повноцінну кваліфікацію художниці вона неодноразово підтверджувала особисто, наголошуючи на тому, що була лише самоучкою в мистецтві. Проте дослідники її біографії спростували це, оскільки були знайдені відомості про те, що Анна Марія на початку тридцятих років XVII століття закінчила навчання в художній майстерні Магдалени ван де Пассе (доньки Кріспейна ван де Пассе Старшого). У цьому місці вона опанувала не тільки навички живопису, а й ознайомилася з технікою гравіювання. Про художню талановитість Анни Марії говорить наступний факт: Герріт ван Гонтгорст оцінив вартість портрета, який вона виконала на пальмовому дереві, у тисячу гульденів, в той час, як Рембрандт отримав від штатгальтера Фредеріка Гендріка Оранського за свою картину «Воскресіння» (нід. De Opstanding) лише 700 гульденів. Протягом нетривалого часу родина ван Схюрман проживала в Гаазі чи іншому місці поблизу, оскільки голова родини мав бути особисто присутнім на суді перед Фредеріком Гендріком Оранським у «справі великої важливості». В Гаазі близько 1620 року Анна Марія познайомилася та стала близькою подругою з Анною Румер Віссхер. Остання була добре спілкувалася з великим колом відомих тогочасних художників і письменників, а також поетів, серед яких: Данієль Гейнсіус, Пітер Гофт, Константин Гюйгенс, Йост ван ден Вондел та Якоб Катс. Саме вона першою розгледіла обдарованість Анни Марії та почала знайомити її з представниками тогочасної інтелігенції. Завдяки цьому ван Схюрен мала змогу спілкуватися з такими особистостями, як головним бібліотекарем Лейденського університету професором Гейнсіусом, професором теологічного факультету Лейденського університету Андре Ріве, поетом теологом-кальвіністом та істориком церкви Якобусом Ревіусом та іншими.

### Переїзд до Франекера
У жовтні 1623 року родина ван Схюрман переїхала до Франекера у Фрисландії. Ще 1585 року в місті було відкрито університет із факультетами теології, права, медицини, а також літератури та філософії, який був обов'язковим для всіх студентів. У той час голова родини планував навчатися в професора теології Вільяма Амеса (лат. Amesius) разом зі своїм сином Йоганом Годсхалком й 30 жовтня 1623 року їхні імена були внесені до реєстру студентів (лат. album studiosorum). Для старших чоловіків не було заборони на навчання, проте на практиці вони не могли відвідувати лекції. Незабаром голова родини раптово помер у п'ятдесят дев'ять років. У сімейній Вульгаті, де поміж тексту Священного писання було й генеалогічне дерево родини, невстановлений автор зробив напис: «У 1623 році, 15 листопада, у Франекері помер Фредерік ван Схюрман. Господь забрав його приблизно через годину після опівдня й він лежить похований під хором Великої Церкви». В автобіографічних спогадах Анна Марія писала, що була останньою, кого батько покликав до себе перед смертю. За її словами, вона пообіцяла йому тримати целібат та остерігатися «нерозривних, надзвичайно несправедливих мирських кайданів шлюбу» (нід. die onontwarbare, zeer verdorven wereldse boei van het huwelijk). Розкриваючи тему впливу батька на її життя, Анна Марія згадувала, що саме він обирав, яких письменників вона повинна читати, вивчаючи латинську та грецьку мови. Це могло бути викликане стурбованістю стосовно цнотливості доньки, адже багато класичних письменників відкрито писали про кохання чи перелюб, і, як багато батьків, вважав, що їй краще не читати про такі речі. Дослідники не мають єдиного пояснення такої опіки з боку батька, пропонуючи серед різних варіантів наступні: власний нещасливий шлюб, страх, що талант доньки буде загублений сімейним побутом, спроба надмірного захисту від навколишнього світу. На деякий час після його смерті Анна Марія справді втратила внутрішню рівновагу. Свої переживання вона описала у короткій поемі французькою мовою, яку 1625 року опублікувано у збірці «Весілля» (нід. Houwelijck). Дівчина порівнювала себе з некерованим кораблем, який кидає на хвилях; її почуття закам'яніли, а з цього стану вона була витягнута «Леді Філософією» (нід. Vrouwe Filosofia), яка прийшла до неї уві сні та радила стати розсудливою. Мало що відомо про перебування родини ван Схюрман у Франекері. Неподалік від цього міста в Леувардені мешкав двоюрідний брат її батька Абрагам ван Схюрман. Він був представником Фрисландії в Державній раді Нідерландів й познайомив Анну Марію з нащадками фризької гілки династії Нассау. 1626 року її брат Йоган Годсхалк закінчив навчання й родина переїхала з Франекера до Утрехта.

## Утрехтський період

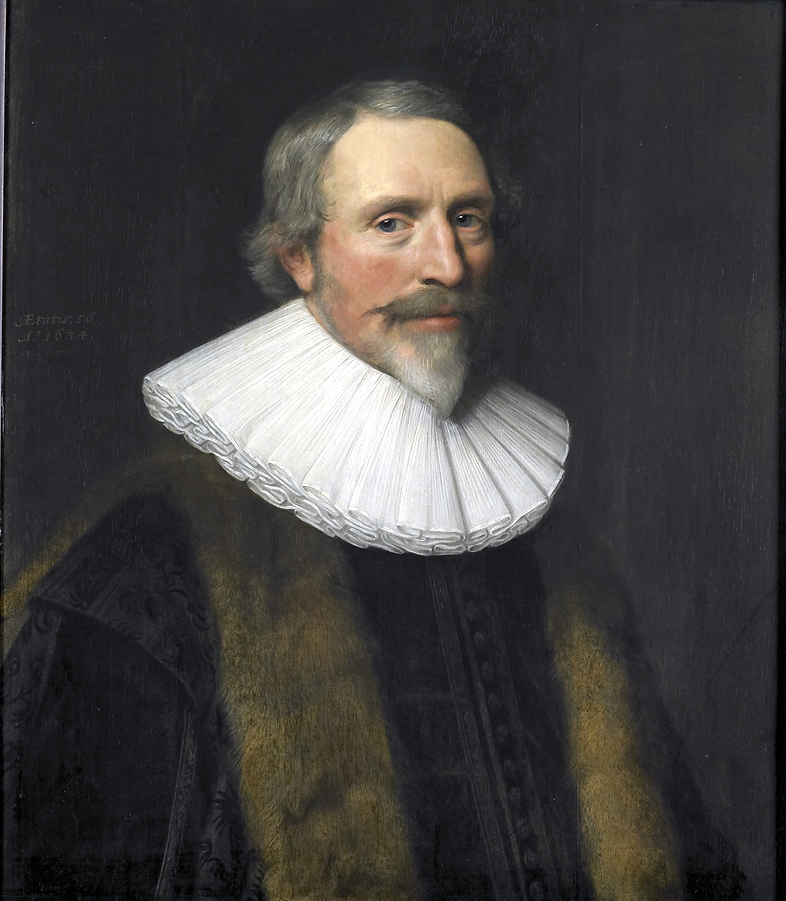
Якоб Катс — один із найближчих друзів Анни Марії та найвпливовіших покровителів.

У цьому місті Анна Марія завела дружні стосунки з професорами Мейнардусом й Бернардусом, а також членом Генеральних Штатів та колишнім мером Франекера — Віллемом Стокманом (нід. Willem Stockman). Останній вважався покровителем «молодих практиків поетичного мистецтва». Завдяки постійним листуванням та зустрічам із різними вченими Анна Марія приєдналася до так званої «Республіки вчених» — міжнародної гуманістичної спільноти вчених, які вийшли за межі рідної мови, релігії, соціального статусу задля обміну знаннями з літератури, філології та теології. Написання віршів латиною вважалося надзвичайно складним завданням, яке було не під силу тим, хто недавно розпочав вивчення мови, але Анна Марія своїм прикладом спростувала це твердження. Вже в чотирнадцятирічному віці вона написала надзвичайно складу та сповнену ідіом елегію на честь великого пенсіонарія Якоба Катса. У своїх книжках останній відгукувався про неї, як про «талановиту молоду дівчину, сповнену обітниць» й завдяки цьому вона стала відомою більшому колу інтелігенції (особливо літературному). Досить часто під час листування із відомими та видатними особистостями Анна Марія зазначала, що через надмірну сором'язливість довго не наважувалася розпочати листування. До прикладу в листі Данієлю Гейнсіусу вона вказувала на те, що лише "Богиня Релігії", яка відвідала її уві сні, змогла переконати наважитися написати чоловікові. В листі вона висловлювала високу повагу та прихильність, які відчувала до нього, але зазначала, що Гейнсіус мав пам'ятати, що цей лист написала дуже юна дівчина, ще до недавна дитина. Лист закінчувався наступними словами: «прощавай, сонце й сіль нашого віку, освіти цю маленьку зірку…у темряві своїм блиском» (лат. Vale Sol et Sal nostri saeculi). Серед близьких друзів Анни Марії був експерт зі семітських мов, державний перекладач Старого Заповіту — Якоб Ревіус. Він був дуже захоплений нею й називав «мила, молода та жвава міс Марія Схюрман». Ревіус присвятив їй вірша, в якому порівняв з бездоганним гладким діамантом, в той час, як інші були створені з більш грубої породи. Цей вірш він включив до збірки поезії «Overijselse sangen and dichten» та надіслав копію книжки Анні Марії. У відповідь та присвятила йому вірша під назвою «Про муз Якоба Ревіуса». Своєю чергою Ревіус зробив копію з її листа й надіслав своєму близькому другові — Данієлю Гейнсіусу. Останній також написав невеличкого вірша на честь Анни Марії, де серед рядків були наступні: «Лейден справді мав зображення Богині Мудрості [на гербі Лейденського університету], але жива Богиня Мудрості у плоті знаходилася в Утрехті». Чимраз більше видатних мешканців Утрехта були зацікавленні в дружбі з Анною Марією. Адвокат і антиквар Арнольдус Бюхеліус познайомився з нею під час богослужіння в голландській реформатській церкві. 27 березня 1627 року він записав у щоденнику, що зустрів трьох жінок дворянського походження з Німеччини (Єву фон Гарфф і двох її сестер — Агнесу і Сібіллу), а також  Анною Марією, яку він описав, як «молоду дівчину, але вже вправну в латині». Гейсіус та Ревіус показали йому листи, які вона їм писала й Бюхеліус зазначив, що вони були написані «гарним, чистим стилем». У листуванні з Анною Марією він писав, що бажає обговорити з нею її навчання та зустрічатися особисто, але через те, що він був чоловіком та на сорок років старший за неї, це здавалося йому неможливим. Одного з листів Бюхеліус закінчив досить інтимно: «Прощавай, перлино вчених жінок, від того, хто захоплюється, шанує і — якщо я можу бути таким сміливим — тримає вас у своєму серці». З того моменту й до самої смерті він переписував все, що належало авторству Анни Марії й завдяки цьому було збережено чимало віршів і листів. Дослідники встановили, що Анна Марія вивчала творчість Сократа, Платона, Епіктета та стоїків, а Сенека був її фаворитом серед стародавніх філософів. Тим часом родина ван Схюрмен переїхала за іншою адресою в Утрехті. 1629 року Єва фон Гарфф, яка відповідала за сімейний капітал, придбала декілька будинків біля місцевого собору з кладовищем. У цьому будинку, Анна Марія прожила наступні сорок років свого життя, а у віці 29 років помер її старший брат Гендрік Фредерік. Він був похований в сімейному склепі в Кунакерк, місто Ренен. Анна Марія продовжувала вивчати мови та літературу. Велика кількість різних людей надсилали їй книжки, але більшою мірою Якоб Катс. Одного разу він подарував їй рідкісну книгу «Spiegel van den Ouden ende Nieuwen Tijdt», щоб дівчина могла вивчати гравюри та колекцію еквівалентних прислів'їв голландською, латиною, грецькою, французькою, німецькою, іспанською, італійською, турецькою та англійською мовами.

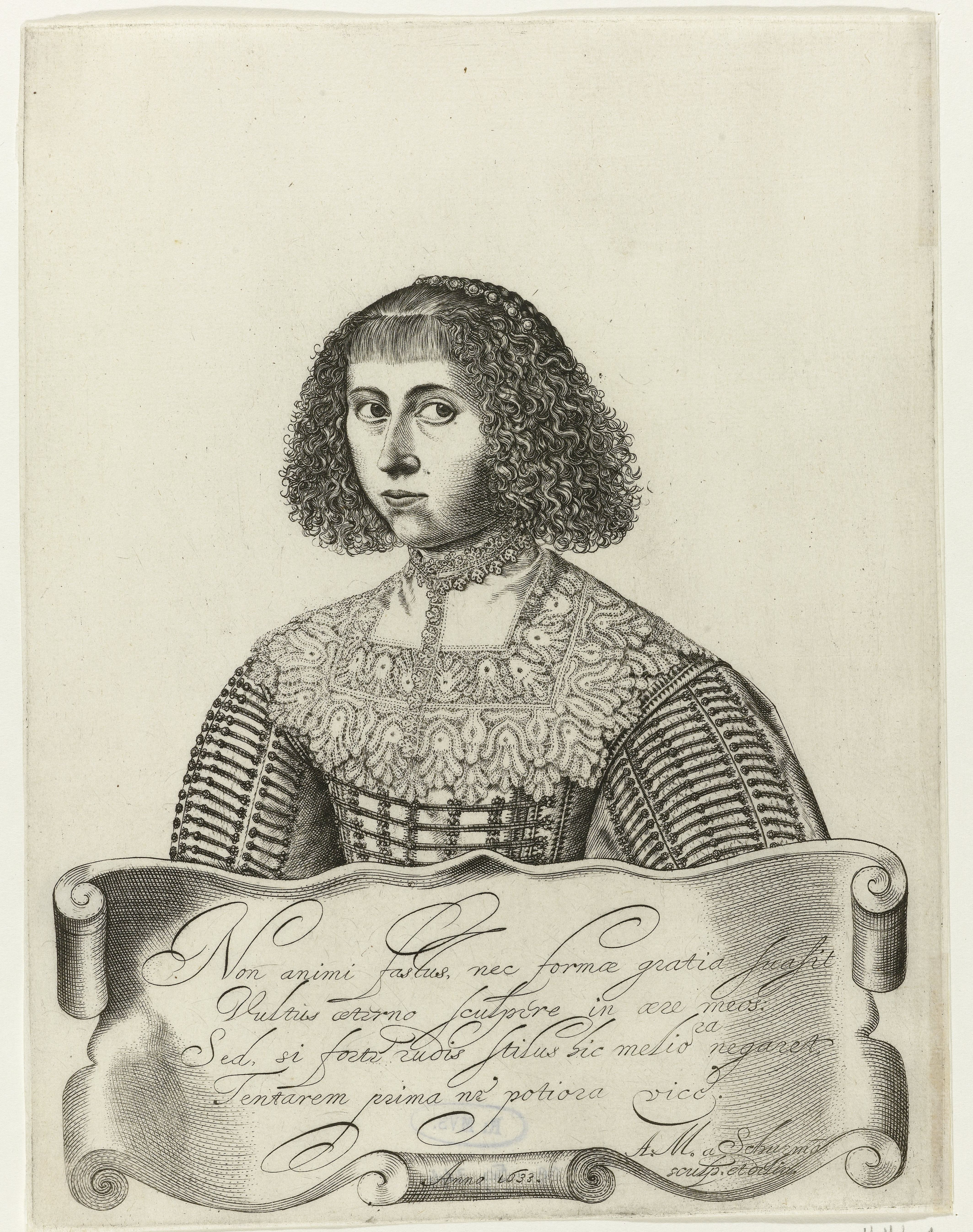
Анна Марія ван Схюрман — Автопортрет (1633 рік)

Після того як Анна Марія опанувала латину на достатньому рівні, вона продовжила вивчення стародавньої грецької, яку спочатку викладав їй батько. У Середньовіччі грецька мова була майже невідомою у Західній Європі, але після падіння Константинополя грецькі вчені привезли до Італії рукописи Гомера, Геродота, Платона й Арістотеля. Після відкриття друкарського мистецтва грецькі тексти також почали друкували, хоча й з великим зусиллям. У давньогрецькій мові було дуже багато букв із різними наголосами та скороченнями (1200 різних символів і 1016 лігатур). Додало складнощів ситуації те, що венеціанський друкар Альд Мануцій вибрав курсив для свого грецького шрифту, що зробило грецьку типографіку важчою для читання. Пізніше Клод Гарамон перейняв його принципи, створивши дизайн шрифту Grecs du roi, який встановив тенденцію на тривалий час вперед. Зі спогадів чи наукових опусів Анни Марії видно, що вона була знайома з роботами: Анаксагора, Демосфена, Есхіна, Ісократа, Ксенофонта, Плутарха, Гесіода, Фукідіда та Полібія. Відомими їй були грецькі поети Піндар та Семонід, а також трагік Евріпід. Анна Марія часто цитувала Епіктета, Геродіана та Никифора. Разом із Новим Заповітом вона вивчала роботи грецьких отців церкви: Григорія Богослова, Василя Великого, Івана Златоуста, Орігена, Феодорита, Іринея та Клименса Олександрійського. Знала їхні твори напам'ять, часто декламувала довгі уривки, а також переробляла у своїй навчальній роботі. Наприклад, вона уклала власний словник грецької мови чи писала коментарі до класичних філософських або релігійних текстів (Новий Завіт, Послання апостола Павла до Римлян тощо). Анна Марія перекладала твори грецьких трагіків на нідерландську мову, але нині вони вважаються втраченими.
Стосовно знання сучасних мов, Якоб Катс писав у 1637 році, що «Анна Марія настільки добре володіла нідерландською, німецькою, французькою та латиною, що могла чудово говорити, писати листи та поезію». На жаль майже нічого з її прози чи поезії німецькою мовою не збереглося й дослідники ідентифікували лише два тексти: один рядок із псалма 90 та вірш із приспівом (нім. Ob mich schon wält und wollust). Останній увійшов до збірки її ранніх творів, а темою слугувала розповідь про дівчину, яка дала обітницю незайманості. Через багато років саме цей вірш опублікував під своїм іменем німецький поет Філіп фон Цезен, який познайомився з ван Схюрман під час свого перебування в Нідерландах. Разом з тим він написав два вірші на її портрет та присвятив їй перший вірш у своїй збірці «Helicon» (1649). Роботи Анни Марії нідерландською мовою переважно були на релігійну тематику, на приклад вірш «Про сумний занепад християнства» (нід. Over het droevig verval der Christenen). Вірші цією мовою не були опубліковані за її життя: вони залишалися у формі рукопису й поширювалися через збірники інших авторів. Збереглося багато листів нідерландською мовою в яких ван Схюрмен здебільшого обговорювала побутові чи релігійні теми. Дослідники помітили, що Анна Марія писала нідерландською мовою коли їй потрібно було звернутися до широкого загалу, в той час, як листування з відомими вченими вела латиною. Завдяки Якобу Катсу відомо, що вона «добре володіла» італійською та англійською мовами та могла читати навіть книги про політику чи теологію, видані англійцями. Жоден із її записів італійською чи англійською мовою не зберігся; посилання на італійських та англійських письменників зустрічаються у творчості дуже рідко. За словами Жана Ле Лабурера ван Схюрмен розмовляла італійською з єпископом, який був у свиті королеви Речі Посполитої Марії Луїзи Ґонзаґи, коли остання прийшла відвідати дівчину напередодні Різдва 1645 року. Що стосується англійської мови, то наразі був знайдений лише один рядок, яким вона підписала портрет свого померлого батька (англ. Memorable are you me).

### Навчання в університеті
Частиною всебічної тогочасної освіти були так звані сім вільних мистецтв. Вони поділялися на дві основні галузі: тривіум та квадривіум, які викладалися на додаток до теології, канонічного права та медицини. Тривіум включав граматику, риторику й діалектику (логіку); квадривіум — арифметику, геометрію, астрономію й музику. За словами Катса, Анна Марія вивчала все це з дитинства, а її наукові листи та вірші чітко демонструють, що вона добре опанувала діалектику. Дівчина вправно грала на музичних інструментах і знала найскладнішу теорію музики. Останнє підтверджується тим, що до неї за експертною порадою звернувся композитор Ян Альберт Бан, який вступив у змагання з французьким придворний композитор Антуан Боссе. Пастор та дослідник історії XVII—XVIII століття Жиль Схотел (нід. Gilles Dionysius Jacobus Schotel), писав, що Анна Марія вивчала арифметику та геометрію під керівництвом Кольвіуса з Дордрехта (лат. Colvius) та Матіуса й Андріана з Франекера. Відомості про вивчення астрономії залишила сама ван Схюрмен, зробивши запис, що це «благородна наука та дуже гідна нашого споглядання». За словами Арнаута ван Бухеля вона вже у 1633 році була відомою в країні, як «virginum eruditarum decus» («перлина вчених жінок») й могла б вважатися однією з найосвіченіших жінок у тогочасній Європі. В березні 1636 року утрехтська гімназія отримала статус університету. На той час це була настільки святкова подія, що навіть у релігійних закладах були проведені молебні за благословення нового навчального закладу. Головний пастор Утрехта, а в майбутньому й ректор університету, Гейсберт Вут довірив Анні Марії, що була його сусідкою, створити вірш на його проповідь. У відповідь вона написала повноцінну поему «Inclytae et Antiquae Urbi Trajectinae Nova Academia Nuperrime Donatae Gratulatur Anna Maria a Schurman». Урочистості викликали великий інтерес у суспільстві й на церемонії відкриття було присутньо багато високопоставлених осіб і важливих гостей, серед яких принци Пфальські: Мориц, Філіп Фредерік та Едвард. Анна Марія мала виголосити свою поему особисто, але через ряд обставин (злива, погана організація заходу з боку міського секретаря, чисельний натовп) цього не сталося. Разом з тим ця поема принесла їй визнання далеко за межами Нідерландів, бо роботу надрукували латиною та французькою в багатьох європейських газетах. Поема також включалася до збірки інавгураційних промов і щоразу передруковувалася при нагоді чергового ювілею утрехтського університету.
В ті часи серед професорів, викладачів та студентів були лише чоловіки. Однак, для Анни Марії було зроблено виключення й вона отримала можливість відвідувати лекції. Наразі відсутні будь-які письмові підтвердження цьому від університету, але збереглося безліч листів, в яких обговорювалася ця подія. Завдяки спогадам, які про неї залишив Якоб Катс, достеменно відомо, що до вступу в університет вона вже була достатньо освіченою. Він високо оцінив її ґрунтовні знання з лінгвістики (знання голландської, німецької, французької, латинської, грецької, івриту, італійської, англійської, халдейської, сирійської, арабської, самарянської, перської та ефіопської). Анна Марія розумілася на історії, поезії, вільних мистецтвах, філософії, медицині та особливо теології. Досить розвинутою вона була з мистецької точки зору: вміла грати на музичних інструментах, зналася на каліграфії, гравіюванні (в тому числі на склі), малювати, робити різьблення по дереву та моделювати воском. Катс наголошував, що за неї можуть поручитися не тільки від імені утрехтського університету, але й багато вчених людей Нідерландів. Йоган ван Бевервейк у своїй книзі «Про досконалість жіночої статі» (1639 рік, нід. Wtnementheyt des Vrouwelijcken Geslachts) порівняв цю ситуацію з історією двох жінок античності, які відвідували лекції Платона. Однак, ван Бевервейк критикував поведінку тих жінок, тому що вони носили чоловічий одяг і змішалися з чоловіками й, відповідно цьому, вважав за краще, щоб жінки сиділи окремо й бажано були невидимими. Дослідники вважають, що Анна Марія за таких умов заледве могла називатися студенткою. Їй  більше підходило визначення — слухачка. Проте, за тих часів ще не існувало повноцінного розділу цих термінів та навіть облік студентів зводився лише до журналу, який знаходився в аудиторії. Інколи навіть ці записи не проводилися, адже знайдені записи про відвідування лекції її братом Йоганом Годсхалком, але інформація про Анну Марію відсутня. Проте більшість дослідників вважають, що вона все ж таки була саме студенткою, оскільки просто відвідування лекцій могло в той час означати, що людина повноцінний студент. Навчальна програма складалася з трьох видів лекцій, а саме: два види публічних (диспути або дискусії та публічні лекції «lectiones publicae») та приватні лекції вдома у професорів. Усі лекції велися латиною й найбільший інтерес викликали приватні лекції та публічні диспути. Останні велися перед чисельною аудиторією, як практична вправа чи випускний іспит, щосереди та суботи. Такий формат передбачав, що студенти обговорювали певні питання під керівництвом професора, де відповідач стояв за нижньою кафедрою, а професор за верхньою. Тематика була дуже різноманітною та викликала великий інтерес громадськості. Серед тем були наступні: чи були комета ознакою чогось поганого; чи могли люди продовжити своє життя за допомогою медицини; як вигнати диявола; чи слід дозволити чоловікам носити довге волосся або перуки тощо. Анна Марія також брала участь в цих публічних диспутах протягом багатьох років. Про це згадує не лише вона сама, але й інші письменники. Професор Йоганнес Горнбек писав у своїх спогадах, що на його лекціях була присутня Анна Марія. яка надихнула його своїм прикладом прагнення до отримання знання й сиділа окремо від чоловіків за завісою чи перегородкою. Філософ Декарт описував. що Анна Марія сиділа в спеціально збудованій коробці із завісою з портьєрної тканини, та що він одного разу намагався сховатися в цій кабінці.

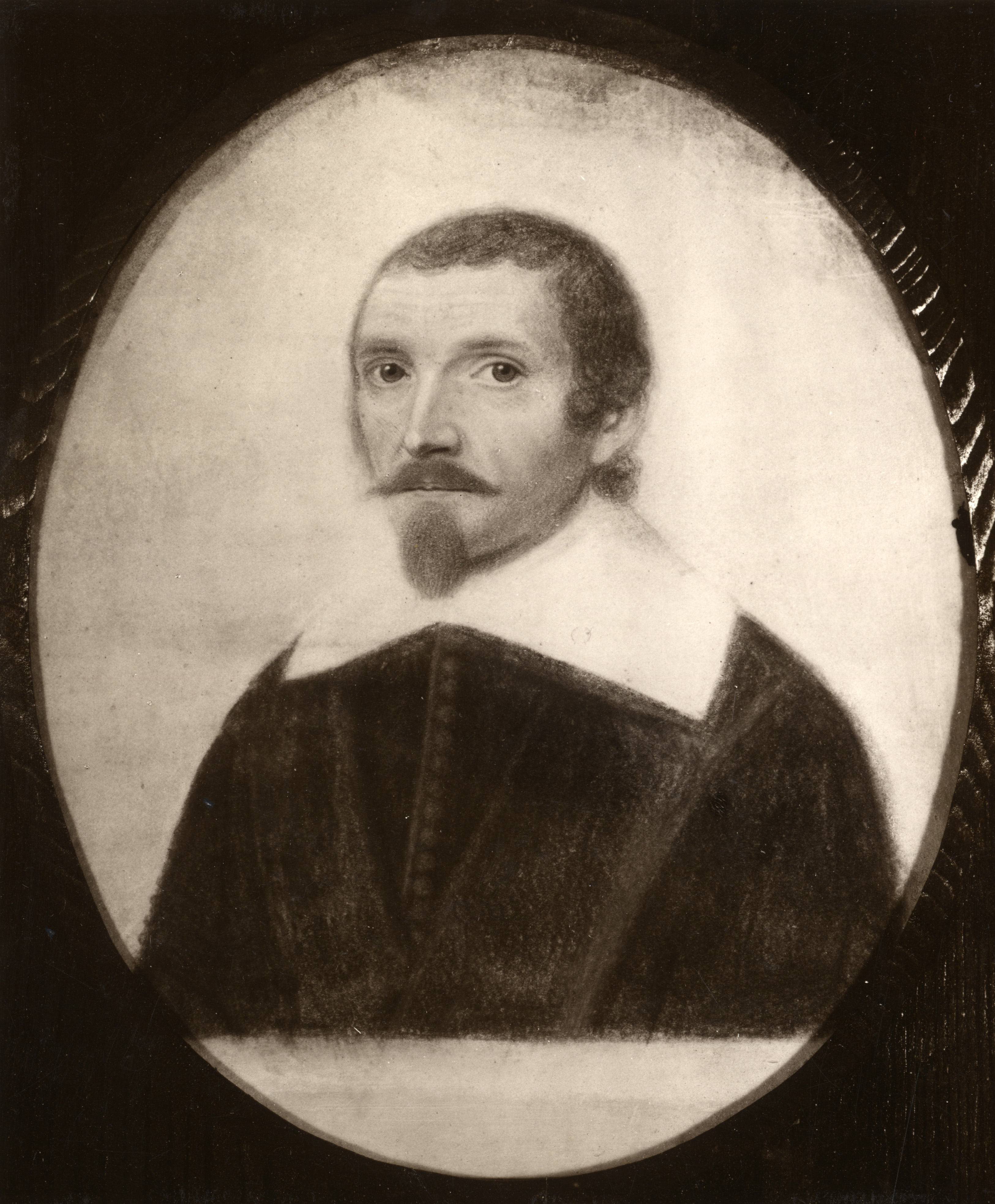
Портрет Гейсберта Вута роботи Анни Марії ван Схютен. Був зроблений на знак вдячності за дозвіл відвідувати лекції в утрехтському університеті.

В ті часи реєстраційний внесок міг і не стягувався, публічні лекції були доступними й лише приватні оплачувалися (окрім лекцій з теології). Анна Марія відвідувала приватні лекції оскільки заможний стан дозволяв не піклуватися про фінансове становище. Щодо іспитів, то на перших курсах університету вони або не проводилися взагалі або були письмовими. Для переведення на наступний курс було достатньо лише довідки про відвідування лекцій та успішність у навчанні. Деякі студенти після чотирирічного основного бакалаврату продовжували навчання на здобуття докторського ступеня на факультетах медицини та права. В теології найбільш складно було здобути докторський ступінь, бо претенденти мали складати церковні іспити. Через це ван Схюрман не була допущена до участі в них через тогочасні погляди всередині церква про роль жінки. Обґрунтування цієї позиції посилалося на Апостола Павла, за яким «жінки повинні бути мовчазними» (1 Кор. 14:34-35) і тому за тих часів вона ніколи не могла б стати священником, старійшиною чи дияконом у церкві та абсолютно не мала права брати участь у церковних іспитах. Тогочасному освітньому процесу було притаманне явище «Peregrinatio academica» — так звана академічна подорож. Студенти рідко навчалися лише в одному університеті. Вони переходили з одного навчального закладу до іншого, де потім також відвідували лекції або здобувати докторський ступінь. Іноді між відвідуванням різних університетів проходили роки. Наприклад її брат Йоган Годсхалк навчання почав у лейденському університеті (1623), потім у франекерському (1623), далі утрехтському (1643) й закінчив в Дуйсбурзі (1663), а ступінь доктора отримав у Базелі. Окрім утрехтського жоден інший з тогочасних університетів не був готовим прийняти студентку. Вже через рік навчання Анна Марія була змушена обмежити свою освітню активність. Це було викликане смертю її мати померла й веденням домашнього господарства, що включало догляд за літніми тітками Агнесою та Сібілою фон Гарфф.
Анна Марія під час відвідин утрехтського університету продовжила вивчати мови, теологію, а також почала опановувати медицину. Наразі нічого не відомо чи вивчала вона основи правознавства. Через деякий час після навчання в листуванні з Якобом Ревіусом вона висловила своє бачення стосовно права жінок здобувати освіту. Вона вважала, що жінкам повинні дозволити вчитися й сприяти вступу до університету, бо жінка, за її переконанням, повинна була мати щонайменше середню освіту. Разом з тим, з міркувань Анни Марії випливало те, що освіта так чи інакше не могла бути вседоступною, через певні умови. Серед них вона зазначала, що здобувачка освіти повинна мати інтерес до навчання, достатньо коштів на оплату праці вчителів і підручників, тримати домашню прислугу, щоб цілком присвятити вільний час навчанню. Особливою вимогою Анна Марія зазначала — безшлюбність. Крім того, метою навчання не повинно бути марнославство чи надмірна допитливість. Порятунок душі, добробут родини, а особливо славлення Бога мали бути рушійною силою. Фізика, метафізика та історія, знання мов, особливо єврейської та грецької, повинні були вивчатися жінками. Інші предмети, такі як право, мистецтво ведення війни та мистецтво публічних виступів можна було й не вивчати, оскільки за переконанням ван Схюрман вони були не дуже корисними, бо жінкам доводилося мовчати на людях. У своїй автобіографії «Eukleria» вона висловила думку про вивчення таких філософських дисциплін, як метафізика, фізика та етика, які вона цінувала, але вважала вже застарілими для вивчення. Анна Марія вважала, що метафізика досліджує те, що приховано за природними явищами, а фізика розглядає відмінності через справжнє буття. Таким чином ця абстракція так чи інакше веде до Бога. як початку всього й саме тому вивчення теології є більш важливим. Значно пізніше, ставши послідовницею вчення Жана де Лабаді, вона розвинула власне філософське уявлення, відкинувши погляди Декарта, а також деякі Вута. Вона критикувала підхід до суто механічного пояснення речей та явищ, які призвели б до розриву між науковим знанням і вірою. Її концепція Бога, а саме те, що він був початком всьому, дещо перекликається з тлумаченням Спінози. але, на відміну від техніко-філософського використання його мови, вона сформулювала свої погляди цілком у християнських, релігійних визначеннях. Анна Марія вивчала політику, але через призму філософії. Її цікавив політичний устрій інших країн, насамперед Франції та Англії. Подорожуючи Нідерландами її відвідав англійський теоретик політичної філософії Джеймс Гаррінгтон. Анна Марія цікавилася наслідками впливу політики на релігійну сферу й засуджувала спалення людей. За словами її брата. коли у 1649 році вона дізналася про страту короля Англії Карла I то засмутилася настільки, що зовсім не могла писати страждаючи від головного болю.

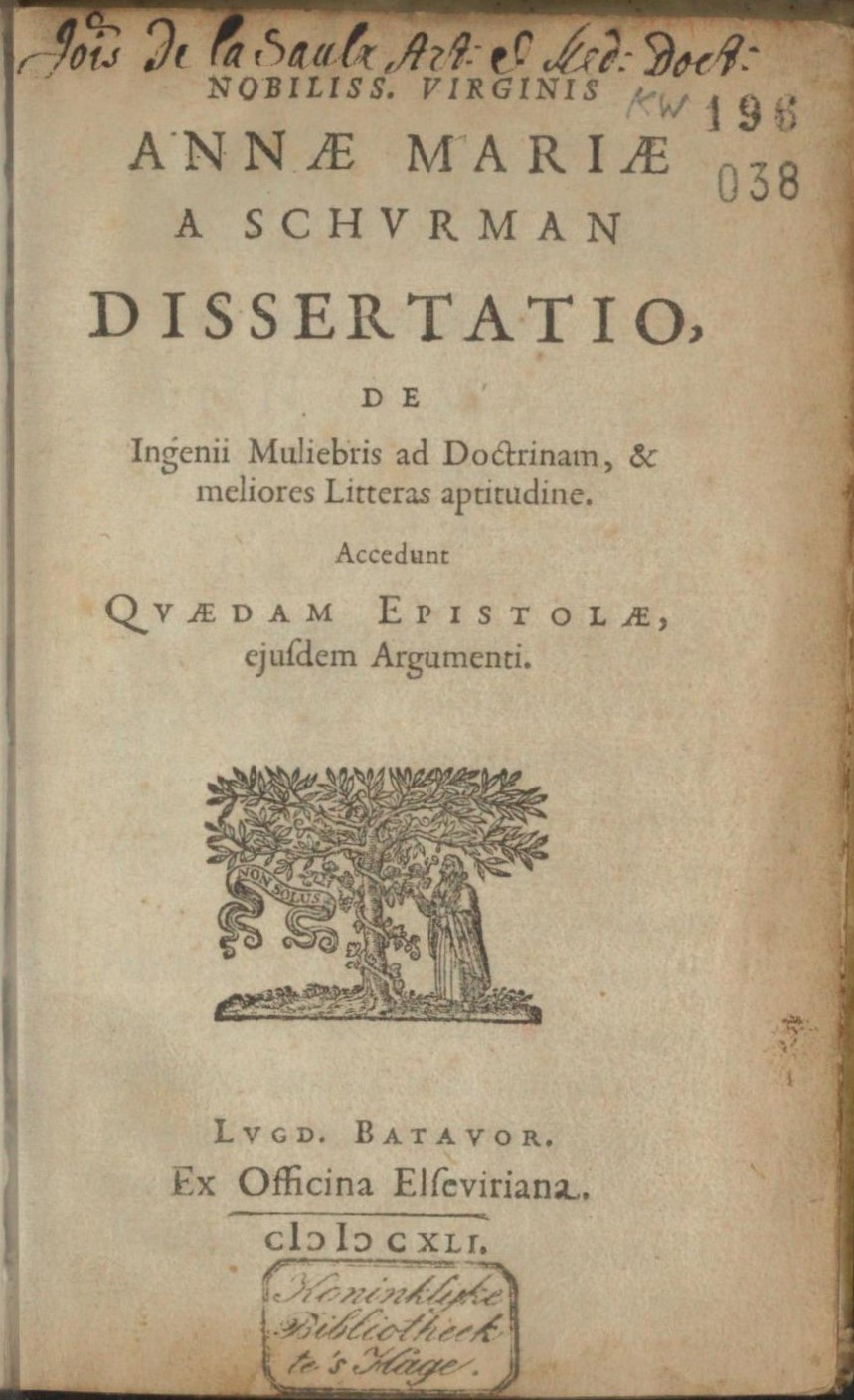
Дисертація Анни Марії ван Схюрман

Абрагам Закатус Лузітанус (лат. Abraham Zacutus Lusitanus), сефардський єврей, який прибув з Піренейського півострова до Амстердама, написав огляд історії медичної науки на більш ніж тисячі сторінках «Про історію відомих лікарів» (лат. De medicorum principum historia). У цій роботі він посилався на Анну Марію, як на експерта з медицини. За його словами, цей статус вона набула завдяки її внеску з питання про кінець життя (лат. De Vitae Termino). Закатус Лузітанус писав, що в Утрехті живе і процвітає дуже благородна молода жінка Анна Марія ван Схюрман, зі здібним і гострим інтелектом, яка наділена багатьма рідкісними талантами в усіх дисциплінах та знає дванадцять мов. Таким чином медична діяльність жінки полягала в тлумаченні медичних питань з точки зору теології, бо синтез цих наук за тих часів був звичайним явищем. Дослідники вважають, що ван Схюрман знала «основи анатомії» і теорію медицини, що дозволяло їй спілкуватися на ці теми з найдосвідченішими лікарями. В листі до Йогана ван Бевервейка вона писала, що вирощувала багато лікарських трав у своєму саду, ділилася власними спостереженнями щодо їхніх лікувальних властивостей та погоджувалася, що вони займають важливе місце серед лікарської практики. Уроки анатомії проводилися в Theatrum Anatomicum, де разом були присутніми медики, фармацевти та звичайні відвідувачі. Серед записів 1643 року були знайдені відомості, що брат Анни Марії був серед цих студентів, й тому, ймовірно, що жінка відвідувала ці лекції разом з ним. Відомо, що найголовнішим предметом для вивчення Анна Марія вважала теологію, а лекції з медицини відвідувала задля розширення кругозору.
За час навчання Анна Марія написала дисертацію (лат. Dissertatio logica), в якій порушила проблему недопущення жінок до освіти на новий рівень. Завдяки сумлінному навчанню вона зрештою отримала від утрехтського університету ступінь магістра теології, а також магістра з семітських мов (англ. M.A. in Semitic Languages). Вона самостійно вивчала ефіопську мову й, таким чином, підійняла престиж утрехтського університету над лейденським. Своєю репутацією Анна Марія прославляла утрехтський університет далеко за межами Нідерландів. В чисельних віршах, публікаціях, приватних листах, книгах чи періодичних виданнях її ім'я згадувалося разом з місцем навчання: «чудо утрехтського університету» (нід. «het wonderstuk van Utrechts hogeschool»), «блискуча перлина міста та університету Утрехта» (нід. «het schitterende kroonjuweel van de stad en universiteit van Utrecht») тощо.

## Останні роки

### Перший від'їзд з Утрехта
Передумови бажання покинути Утрехт виникли в Анни Марії після короткочасного перебування у Кельні в період з 1653 по 1654 рік. До цього міста вона разом із братом та двома тітками була вимушена тимчасово переїхати по судовій справі, намагаючись повернути родинні володіння, які раніше були незаконно конфісковані. Кельн на той час вважався католицьким містом й для представників інших конфесій існував ряд заборон: право на зібрання, святкування, проведення заручин, весіль чи поховань. Задля задоволення релігійних потреб Анна Марія була вимушена відвідувати протестантську службу в місті Мюльгайм, добираючись туди власноруч на човні. Після повернення до Утрехта вона була вражена плітками, в яких йшлося, що вона прийняла в Кельні католицизм, наслідуючи приклад сестер Анни та Тесселсхаде Румер Віссхер. Попри ці звинувачення, більшість її знайомих та друзів, серед яких зокрема Гейсберт Вут, раділи її поверненню та підтримували в боротьбі з наклепом. Після цих подій Анна Марія все частіше згадувала своє перебування в Кельні, де була маловідомою, а зустрічі зі знайомими проходили мимохідь. Вона ставала відлюдкуватішою та все рідше приймала гостей, про що з розчаруванням писали її знайомі та шанувальники. Дедалі глибше роздратування викликали в жінки тогочасні виклики для релігійних переконань, адже в католицькому Кельні невеличка група протестантів наче мученики терпіли гоніння, в той час, як у вільному Утрехті тисячі людей були християнами лише за назвою. Дебати стосовно використання церковного майна та дотримання суботи, вигнання з міста її близьких друзів священників Абрагама ван дер Велде та Йоганнеса Теллінка остаточно переконали Анну Марію у намірі покинути Утрехт. 1660 року вона разом зі своїм братом, двома тітками та двома служницями переїхала до віддаленої місцевості поблизу селища Лексмонд. Тут родина Схюрман володіла деякими землями, включаючи причал біля Лакервелду.
За рік тітки померли з різницею в декілька днів, а згодом Анна Марія й сама настільки захворіла, що думала про невідворотну смерть. Її братові Йоганну Годсхалку довелося скасувати заплановані зустрічі та доглядати сестру. Через рік вона вимушена була знову повернутися до Утрехта, оскільки братові потрібно було закінчити навчання. Він вирушив у наукову подорож містами Німеччини та Швейцарії, вивчав теологію та проходив конфірмацію, як служитель церкви. В цей час Анна Марія вела домашнє господарство та повністю поринула в теологію, щоб протидіяти «занепаду християнства». На її думку, вже багато людей ходили до церкви, але так само легко опісля відвідували шинок. Якщо хтось був членом голландської реформатської церкви то він автоматично отримував право євхаристії. Церква була відділена від республіки, але для того, щоб бути призначеним на престижну посаду, членство в церкві було вирішальним. В той період економічна ситуація республіки покращувалася: люди носили дорогий одяг та перуки, прикрашали будинки, винаймали для дітей вчителів танців тощо. На думку ван Схюрман через це між вченням церкви та світським життям виникла величезна розбіжність, що призвело до нестачі знань. Таким чином Анна Марія у своїх переконаннях відносилася до прибічників руху «другої реформації», які сповідували пуританізм і пієтизм у повсякденному житті. Окрім цього жінка часто листувалася зі своїм братом. Він із захопленням писав їй про свої подорожі та нові знайомства. Серед останніх його листів був той, в якому Йоганн ділився новиною про зустріч, яка переросла у приятельські відносини, з колишнім католицьким священником, який тепер став реформатором та мешкав у Женеві. Ним був французький теолог, засновник радикального руху в християнстві — Жан де Лабаді.

### Знайомство з де Лабаді

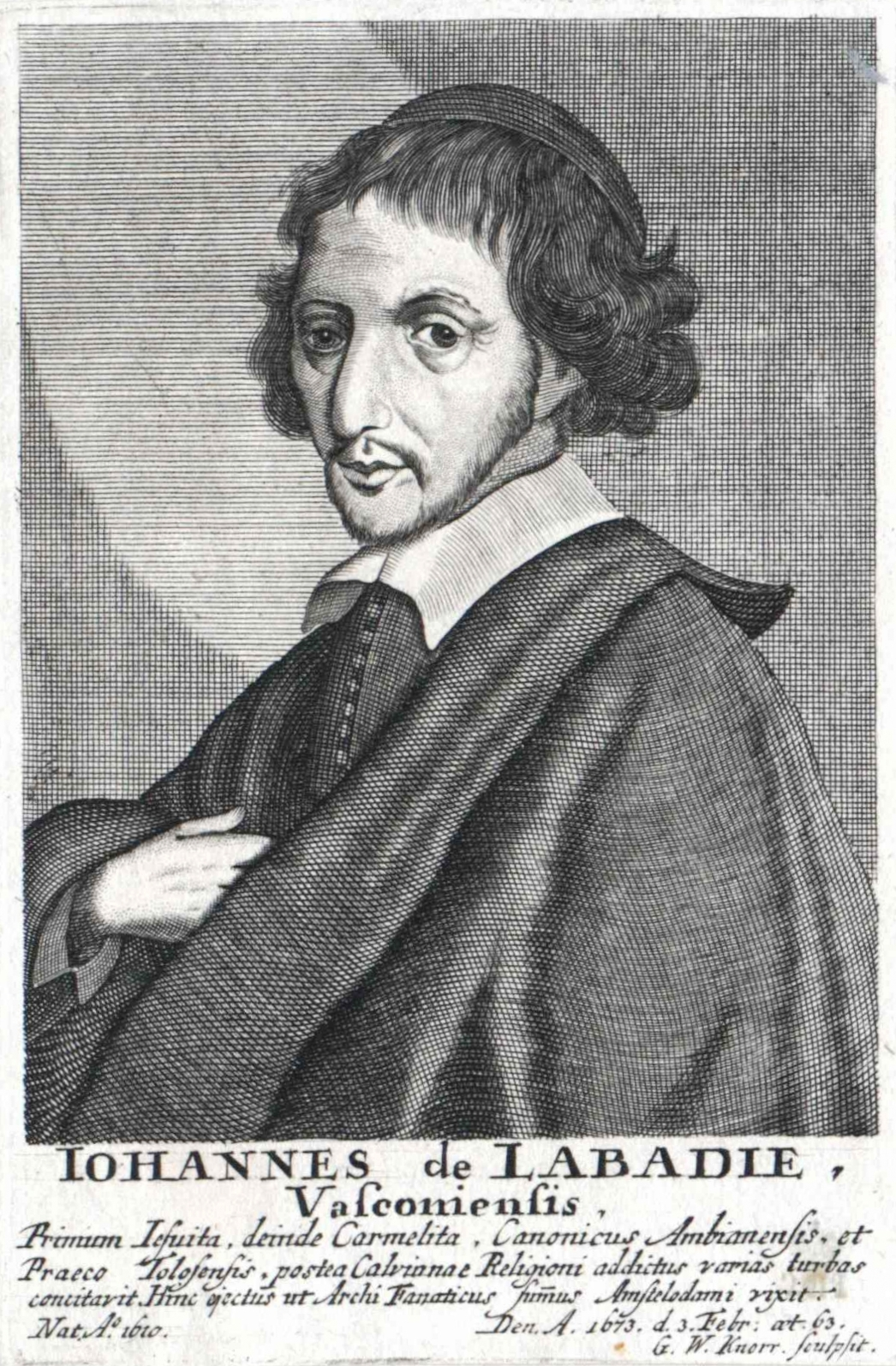
Жан де Лабаді найбільше вплинув на Анну Марію. Слідуючи за ним та сповідуючи його вчення жінка відмовилася від наукових досліджень та багатьох друзів

У вересні 1664 року Йоган Годсхалк раптово помер й Анна Марія залишилася самотньою. Листуючись із де Лабаді вона знайшла його релігійне вчення таким, що «сяяло на обрії, як остання надія». Деякі священнослужителі в Утрехті запропонували жінці написати йому листа та спробувати запросити очолити одну з церков громади. Після того, як її друзів ван дер Велде та Теллінка вигнали з міста, у Валлонській церкві міста Мідделбург було вільним місце пастора. Жан де Лабаді згодом погодився на цю пропозицію, але пізніше згадував, що не планував це через поганий стан здоров'я та вік, але лист Анни Марії був немов «голосом Бога», який наказав зосередитися на «славі Божій, порятунку душі та потребах церкви». В середині літа 1666 року він прибув до Утрехта разом зі своїми учнями: П'єром Івоном (фр. Pierre Yvon), П'єром дю Ліньоном (фр. Pierre du Lignon) і Жаном Менюре (фр. Jean Menuret). На набережній Анна Марія особисто зустрічала їх. Протягом десяти днів гості мешкали її в домі. За цей час вони вели розмови французькою та латиною, ван Схюрман організовувала їм зустрічі з місцевими теологами, зокрема Гейсбертом Вутом. Перебування в Утрехті для гостей закінчилося проповіддю, яку де Лабаді виголосив у церкві Святого Петра. Харизматичний проповідник викликав зацікавлення серед місцевого населення. Опісля він вирушив у подорож містами республіки, серед яких: Амстердам, Гарлем, Лейден, Гаага, Делфт і Роттердам. За цей час де Лабаді провів багато конвентиклів (позацерковних релігійних зборів), а згодом зупинився в Мідделбурзі, щоб зайняти пропоновану раніше посаду. Разом з його учнями під час подорожей його супроводжувала Анна Марія, яка приєдналася до послідовників його вчення (лабадистів). Дедалі більше жінка поривала відносини з колишніми друзями та знайомими. Якщо раніше вона була активною членкинею інтелектуального руху «Республіка вчених» та листувалася на різні наукові теми, то поступово коло її спілкування звузилося лише до теологів. Анна Марія писала суто на релігійні теми, ігноруючи всі інші, та намагалася переконати у своїх поглядах й навернути інших. Вона все ще використовувала латину, як наукову мову в спілкуванні з вченими опонентами, але тепер, крім неї, використовувала також французьку, голландську та німецьку мови. Все частіше вона відмовлялася від дотримання суворих правил етикету й зверталася не «vir illustrissimus» («найвідоміша людина»), а «мій брат чи сестра в Господу». Жінка навіть повернула подарунки, які їй раніше надсилали й перестала приймати у себе «світських відвідувачів». Попри те, що в самій голландській реформаторській церкві було багато самокритиків, вихід з церкви вважався смертним гріхом. Таких людей одразу відносили до прибічників сект, фанатиків, анабаптистів і тих, хто поступився фальшивій доктрині. Однак, ні ця обставина, ні навколишній осуд (особливо Вута) не зупинили Анну Марію ван Схюртен і вона покинула за її словами «зіпсовану» церкву, щоб приєднатися до «справжньої» церкви Жана де Лабаді. У відповідь останній опублікував збірку «Тріумф Євхаристії» (фр. Le Triomphe de l’ Eucharistie) із сотнею катренів французькою мовою про Святе Причастя та присвятив її Анні Марії. Дедалі частіше де Лабаді наголошував, що між ним та жінкою виникла «братська любов» та «духовна спорідненість» й взагалі він прийшов замінити її покійного брата Йогана Годсхалка, з яким вона була спорідненою душею, виросла з ним і змагалася в навчанні.

### Другий від'їзд з Утрехта
| | Щодо частини мого майна, яке я продала та яке було в утрехтському будинку, і частини моєї бібліотеки разом з меблями, яких я позбулася, залишаю Голландію лише з двома інвестиційними сертифікатами на своє утримання; все інше я вже витратила й використала для благочестивих справ, зробивши це цілком добровільно і без чиїхось наполягань. Оригінальний текст (нід.) Wat belanckt een gedeelte van mijn goederen bij mij vercocht, bestaende inden huys tot Utrecht, en een gedeelte van mijn bibliotheecqt, sampt meubelen daarvan ick mij ontlast hebbe, Hollandt verlatende met noch twee rentebrieven, mij gedient tot mijn onderhoudt en de rest alreed besteedt en gebruikt tot pieuse werken, sulck gedaen hebbende geheel vrijwillig en sonder aendringen van ymandt. |
| — Anna Maria van Schurman, Greebe, H. 1878. ‘Het testament van Anna Maria van Schurman met eenige toelichtingen’ in: Stemmen voor waarheid en vrede 15: 501—514. | |

Разом з побутовими предметами та книгами Анна Марія продала безліч витворів мистецтва, які початково бажала залишити у спадок. Також в цей час був написаний заповіт, згідно з яким вона бажала, щоб над її померлим тілом «дзвонили в дзвони», а потім поховали в сімейному склепі в Кунакерк, що в місті Ренен. Жінка майже повністю припинила займатися живописом, обмежившись лише створенням портретів деяких лабадистів. У березні 1669 року вона опублікувала в Амстердамі свої думки про майбутнє Церкви та реформацію, де критикувала лихі часи, мораль і Церкву в занепаді, та журилася, що «громадяни неба» вимушені сидіти під час проповіді поруч з «дітьми диявола».
Остаточний на цей раз переїзд був викликаний наступними подіями. Через радикальні погляди де Лабаді на релігійний устрій він налаштував проти себе багатьох церковних діячів та теологів. Непримиримі розбіжності з рішенням Синоду призвели до того, що його було позбавлено пасторства. Попри це 13 квітня він провів службу та завершив Євхаристію під час якої поряд з ним була присутня Анна Марія. У відповідь міська рада взагалі заборонила всі публічні зібрання за участю де Лабаді через що останній був змушений покинути Утрехт. Анна Марія у серпні 1669 року приєдналася до нього переїхавши до Амстердама. Намагаючись пояснити свій вчинок Вуту, який раніше відігравав у її житті важливу роль, жінка вступила в академічну дискусію з ним. Свої відносини з де Лабаді вона порівнювала з героями книги «Історія святої жінки» (нід. De Historie van die heylige Vrouwe), де свята Паула слідувала за вченим отцем церкви Ієронімом і прожила з ним двадцять років. В Амстердамі де Лабаді орендував великий будинок для своїх послідовників, де чоловіки проживали на верхньому поверсі, а жінки на нижньому. У своїх мемуарах Анна Марія згадувала, що свідомо пішла на цей крок та оселилася в одному будинку з чоловіками, знаючи, що за цим рішенням настане неминучий осуд. Навмисними діями вона наближала себе до жертовності, переслідуючи на меті стати мученицею.
Критика її переходу до лабадистів була негайною та жорсткою. Анну Марію звинувачували в тому, що вона покинула «Істинну Церкву», її судження затьмарилося фальшивою доктриною. Найбільше був розлючений Гейсберт Вут, оскільки завдяки йому ван Схюрман дозволили відвідувати університет та здобувати освіту, а у відповідь вона пішла за хибним духовним лідером. Вут організовував диспути 30 жовтня і 13 листопада 1669 року під час яких розкритикував діяльність де Лабаді та його «амстердамського монастиря» (нід. Amsterdamse Klooster). Професор гронінгенського університету Самаєль Маресіус у листі до Анни Марії шкодував, що раніше шанована жінка тепер сповідує таку «людську чуму» (лат. homo pestilentissimus, як де Лабаді. Після марних спроб відвернути Анну Марію від нового вчення її почали видаляти з друкованих видань. В довіднику з івриту голландською мовою, який публікувався раніше за сприянням ван Схюрман під час друку другого видання її ім'ям зникло, а книгу взагалі присвятили іншій особі. Родичі, як то двоюрідний брат, також марно намагалася переконати її відмовитися від єретичного руху. Розчарувавшись в тому, що попередні роки пройшли в марнославстві та прагненні до визнання Анна Марія почала знищувати свої твори. Таким чином було спалено невідому кількість листів та віршів, які викликали у неї відразу. Вільний час вона повністю приділяла повчанню та настановам членів лабадиської громади, а у відповідь ті назвали її «мамою», а де Лабаді «татом». Анна Марія була розробницею уставу громади та слідкувала за дотриманням безлічі суворих правил: заборони на працю в неділю, відкриття повік під час молитви, носіння ювелірних прикрас тощо. Під час спільного вживання їжі де Лабаді сидів на чолі столу, а ван Схюрман була по праву руку від нього. Лабадисти в Амстердамі заснували власну друкарню, в якій протягом року з друку вийшло дев'ять видань. Матеріали роздавалися відвідувачам, розсилалися листами чи використовувалися під час місіонерських подорожей, завдяки яким про їх громаду стало відомо не тільки в Нідерландах, а й в Німеччині. 1670 року, після деяких заворушень, які спалахнули в Амстердамі, а також декількох загадкових смертей прибічників лабадистів, більшість громади на чолі з де Лабаді та Анною Марією вирушили через Бремен до Герфорда. В цьому місті мешкала подруга жінки принцеса Єлизавета фон дер Пфальцька, яка бувши абатисою лютеранського монастиря, запропонувала їм притулок і захист у відповідь на терміновий лист від ван Схюрман.
Певний час громада лабадистів жила у відносному спокої, допоки місцеве населення не почало виражати занепокоєння, що новоприбулі «не католики, не лютерани, не голландські реформатори, а незрозуміло хто». Їм почали навіть закидати звинувачення, що «вони лише танцюють та цілуються», про що була випущена брошура Якобуса Бортіуса «Коротка щира історія танців, поцілунків і обіймів пана Жана де Лабаді та його групи» (нід. Kort en oprecht verhael van het danssen, kussen, en omhelsen van Mr. Jean de Labadie en sijn geselschap). В ній зазначалося, що Анна Марія також приєднувалася до такого дійства. У відповідь на захист своєї громади ван Схюрман опублікувала «Захисник правди або урочиста декларація віри» (лат. Veritas sui vindex seu solemnis fidei declaratio), яка додатково була переведена французькою, голландською та німецькою мовами. Згодом Анна Марія захворіла настільки, що була прикута до ліжка. В цей час ситуація навколо лабадистів розгорталася драматично: їх починали відверто переслідувати та навіть бити вікна в будівлях, де ті знаходилися. Ця обставина призвела до того, що громада була вимушена переселитися до місцевості Альтона, що поблизу Гамбурга. Хоча тут знайшли собі притулок сотні релігійних дисидентів, груп та вільнодумців у лабадистів навіть з ними виникали суперечки та сутички. Певний час ван Схюрман в цьому місці почувалась, «як вдома» та була «щасливою». Вона працювала над своєю автобіографією, писала листи голландською та латиною, вірші про життя справжнього християнина. Не покидала вона намагань вмовити своїх дальніх родичів приєднатися до лабадистів. В Альтоні Анна Марія видала першу частину свого життєпису під назвою «Eukleria of Uitkiezing van het Beste deel» й, таким чином, стала першою жінкою в Нідерландах, яка опублікувала автобіографію латиною. Книга була надрукована на власній друкарні та розповсюджувалась серед іншого через франкфуртський книжковий ярмарок (нім. Frankfurter Buchmesse). Ця робота Анни Марії викликала неоднозначну реакцію в суспільстві. Дехто захоплювався та вважав гарною відповіддю на захист лабадистів (зокрема теолог Теодорус ван Бракел, філософ Готфрід Вільгельм Лейбніц), а інші повністю розкритикували як рух в цілому, так і окремі погляди ван Схюрман (церковний служитель Джон Браун, Гейсберт Вут, проповідник та письменник Якобус Кулман).

### Переїзд до Віюверта та смерть

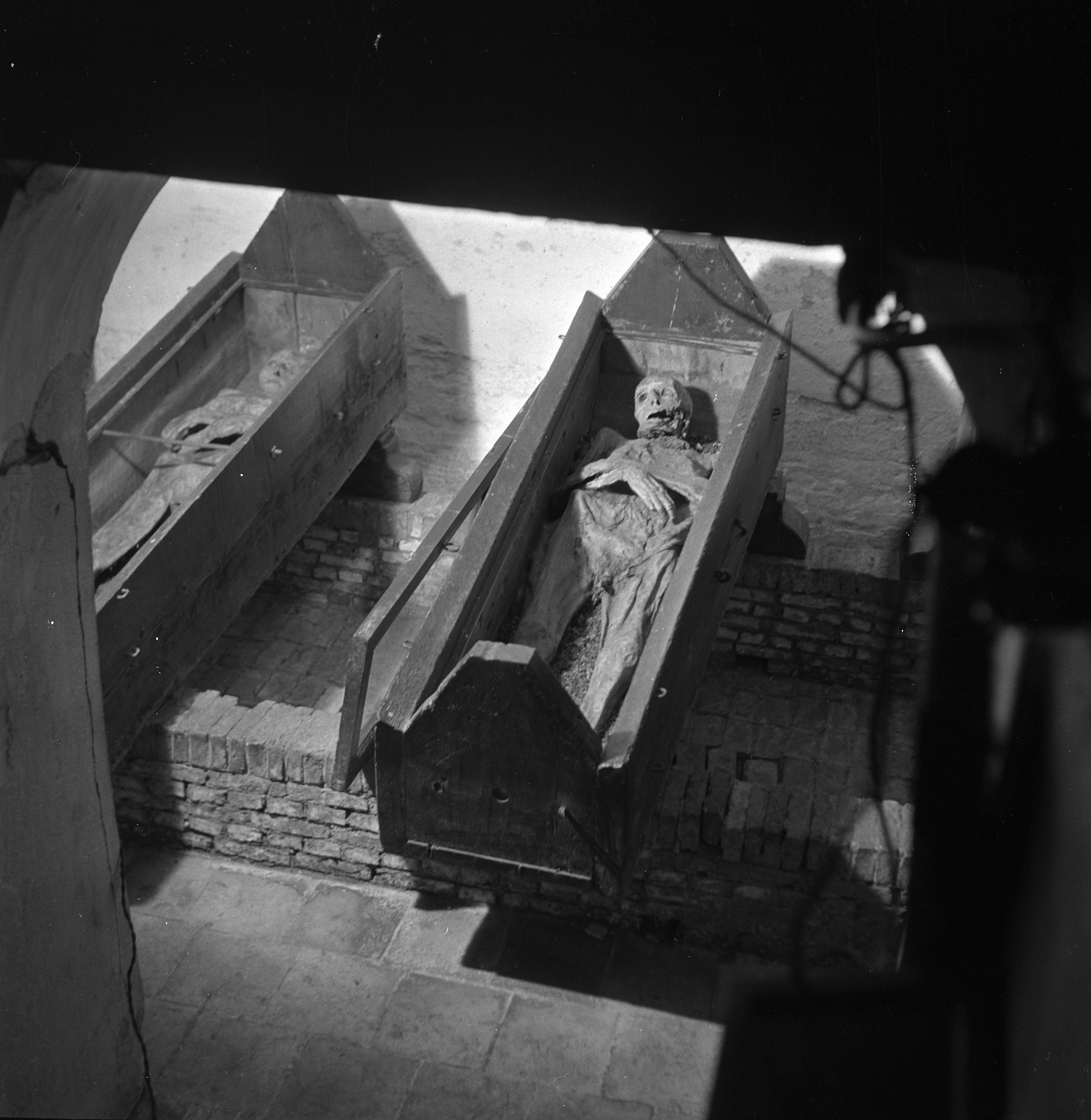
Рештки тіл, серед яких, ймовірно, знаходиться Анна Марія ван Схюрман (Національний архів Нідерландів, 1946 рік)

Тим часом Жан де Лабаді смертельно захворів. Перед смертю він говорив, що був щасливий, оскільки бачив здійснення свого ідеалу: церква справжніх християн навколо нього, її члени, пов'язані любов'ю та спільним володінням, відокремлені від світу, лише з одним бажання йти за Христом, нести Його хрест і зректися самих себе. Анна Марія присвятила йому прощальну елегію, в якій прирівнювала до патріархів чи навіть апостолів. Проте, навіть в Альтоні до лабадистів настільки зросла неприязнь, що тіло померлого лідера не ховали протягом місяця, оскільки не могли отримати відповідного дозволу. Лютерани відмовилися ховати його на своєму цвинтарі, теж саме зробили й представники голландської реформатської церкви, а міська влада відмовилися продати клаптик землі для поховання «невідомим іноземцям про яких ходили дикі чутки». В ті часи починав розгортатися конфлікт між Данією та Швецією й Анна Марія, передчуваючи наближення війни, вступила в листування з теологом Джоном Оуеном, запитуючи його поради стосовно місця в Англії, де лобадисти могли б знайти прихисток. Урешті-решт громада на чолі з нею перебралася до Віюверта, що в Лордстві Фризія. Окрім релігійної діяльності, лабардисти займалися виробництвом мила, мазі, та переробкою вовни. Ще в Альтоні до громади приєднався Гендрік ван Девентер (нід. Hendrik van Deventer), який був хірургом і згодом став здібним і відомим гінекологом. Під його керівництвом була налагоджена хірургія, створена ортопедична майстерня, аптека, лабораторія, де виготовляли знеболювальні засоби та таблетки проти потовиділення й зубного болю не тільки для лабадистів, а й для продажу. В цей час кількість послідовників вчення де Лабаді, що мешкали в фризькій громаді, сягала чотирьох сотень осіб. Серед останніх публікацій Анни Марії, була одна присвячена Гейсберту Вуту, вже два роки, як покійному. Жінка з жалем згадувала про припинення спілкування з ним через його позицію стосовно лабадистів. У своїх роздумах вона відверто сумувала, що через його публічні нападки багато людей так і не змогли приєднатися до її громади. Через кілька днів після завершення цього роздуму вона померла в оточенні друзів та близьких людей. П'єр Івон, який у листі до Єлизавети фон дер Пфальцької повідомляв її про смерть Анни Марії, писав, що останніми словами жінки були: «Я майже досягли гавані; Я тільки чекаю, коли порив вітру принесе мене на батьківщину». Анна Марія ван Схюрман була похована на кладовищі Віюверта, поруч з її подругою Сарою Мот (нід. Sara Moot). 1765 року під час реставраційних робіт в церкві Святого Миколая було виявлено склеп, де серед решток одинадцяти похованих чотири тіла не зазнали розкладу. Було висунуте припущення, що одне з муміфікованих тіл належало Анні Марії. Після цього ван Схюрман отримала ще одне прізвисько, вже посмертне, а саме — «Диво з Віюверта».

## Оцінка діяльності та відгуки
Нідерландська дослідниця, письменниця, поборниця емансипації жінок, голова «Товариства Герріта Ахтерберга», членкиня «Товариства голландської літератури та Південно-Африканської академії» Піта ван Бек (нід. Pieta van Beek) наступним чином відгукувався про картину: «За винятком того факту, що ми завдячуємо першій студентці університету, ми повинні тримати у пам'яті, що навіть зараз, в освічених Нідерландах і поза нашими кордонами, все ще є жінки та молоді дівчата, яким заважають реалізовувати свої таланти. Їм ще треба боротися за своє право на навчання, де приклад ван Схюрман міг би слугувати доказом, що Sol Iustitiae світить однаково для жінок і для чоловіків».
Бріта Ранг (нім. Brita Rang) Колишня віцепрезидентка Університету Гете, що спеціалізується на історично-освітніх гендерних дослідженнях, вважає, що: «слава про Анну Марію ґрунтується насамперед на її вченості. Однак при пильнішому дослідженні можна стикнутися з парадоксом. Жінка вважається однією з провідних жінок-вчених свого часу, але ми не маємо жодної наукової праці, написаної нею».
Ірландський письменник та професор філософії, який досліджував історію філософії та теорії науки, а також відносини між церквою та державою Десмонд М. Кларк виражав захоплення тим, як Анна Марія за допомогою знань переконувала вчених чоловіків у необхідності надати жінкам право на освіту. Вміло використовуючи здобуті релігійні знання, вона наводила аргументи, серед яких: «лише неосвідчена жінка може стати жертвою єретичного вчення», «якщо хтось стверджує, що навчання є зайвим або шкідливим для істинно християнського життя, то це рівною мірою стосується чоловіків і жінок», «невігластво є сліпотою та темрявою розуму, що сприяє порокам і, отже, є неприпустимим для християнки».
Доктор філософії, доцентка кафедри духовної теології та християнської формації в принстонській теологічній семінарії Бо Карен Лі (англ. Bo Karen Lee) при дослідженні біографії Анни Марії рекомендує робити акцент на внесення нею нового релігійного тлумачення християнських істин. Жінка на той час розробила власну концепцію місця людини в суспільстві з її кінцевою життєвою ціллю. Анна Марія в свої релігійних роздумах зайшла так далеко, що оголосила самозречення джерелом життя для християн, без якого релігія не може вважатися істинною. Таким чином за допомогою самозречення досягалася мета існування людини, а саме шлях до об'єднання з Христом. Новизна такого релігійного погляду не могла не знайти прибічників. В той час ван Схюрен вдало влилася в громаду лабадистів і її твори стали основою для розвитку цього релігійного руху.